# Xã Parker, Quận Morrison, Minnesota
Xã Parker (tiếng Anh: Parker Township) là một xã thuộc quận Morrison, tiểu bang Minnesota, Hoa Kỳ. Năm 2010, dân số của xã này là 474 người.